# Rio do Espraiado
Rio do Espraiado är ett vattendrag i Brasilien.   Det ligger i delstaten São Paulo, i den södra delen av landet, 1 000 km söder om huvudstaden Brasília.
I omgivningarna runt Rio do Espraiado växer i huvudsak städsegrön lövskog. Runt Rio do Espraiado är det glesbefolkat, med 14 invånare per kvadratkilometer.